# مردم نروژی

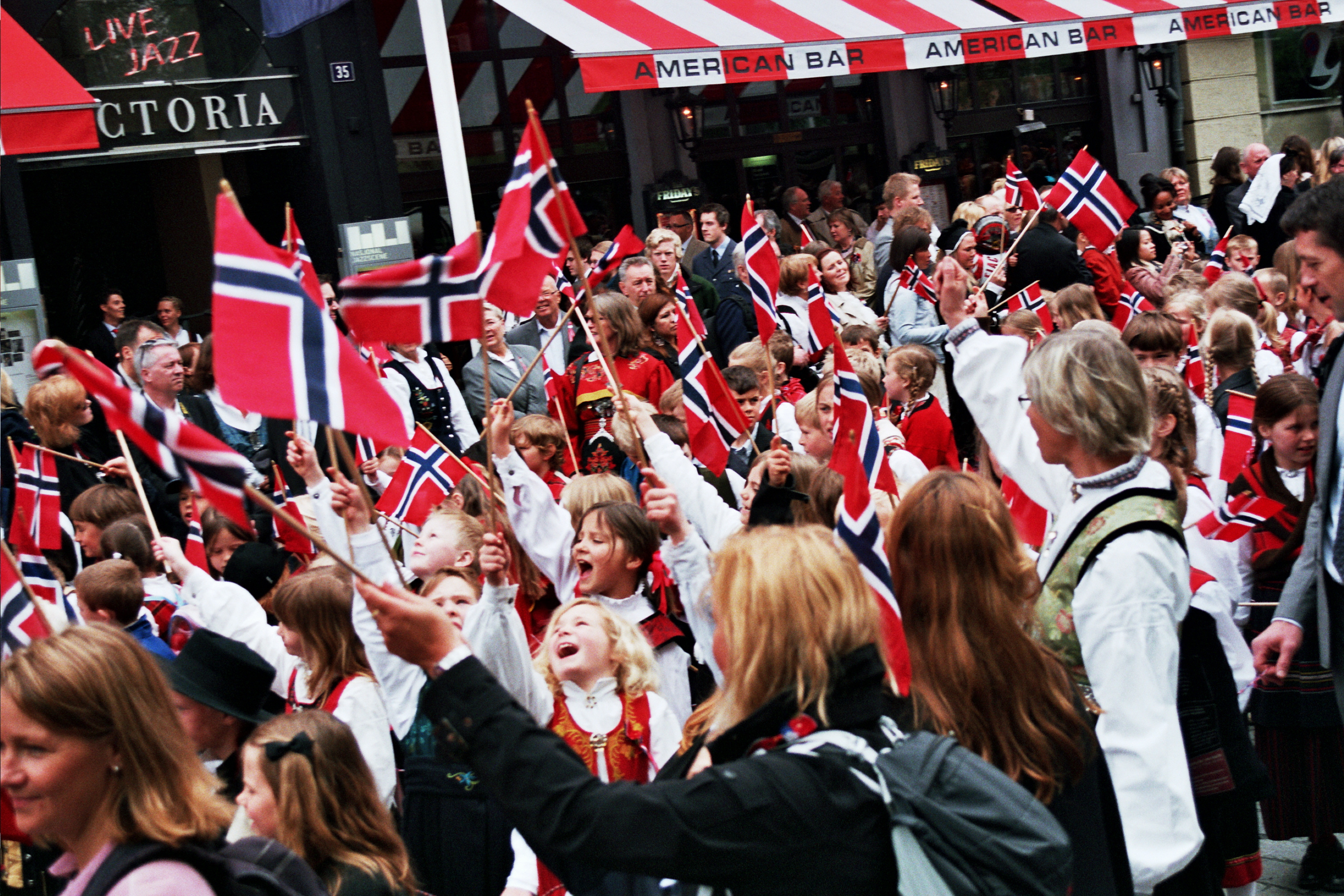
جشن ۱۷ می، روز قانون اساسی نروژ توسط مردم نروژی

مردم نروژی (نروژی: nordmenn) یک گروه قومی ژرمنی اند. آنها یک فرهنگ مشترک و به زبان نروژی صحبت می‌کنند. مردم نروژی و فرزندان آنها در جوامع مهاجر در سراسر جهان به ویژه در ایالات متحده، کانادا، استرالیا، آرژانتین، شیلی، اروگوئه و جنوب برزیل یافت میشوند.
همان‌طور که با بسیاری از مردم از کشورهای اروپایی، نروژی در سراسر جهان گسترش یافته است. بیش از ۱۰۰٬۰۰۰ نفر از شهروندان نروژی در خارج از کشور به طور دائم زندگی، بیشتر در در ایالات متحده، بریتانیا، و دیگر کشورهای اسکاندیناوی وجود دارد.

## تاریخ
در اواخر هزاره سوم پ.م مردم باتل‌اکس که مردمانی دارای زبان نیا-هندواروپایی بودند به نروژ مهاجرت کردند و در آنجا پیشه‌هایی همچون پرورش اسب اهلی، کشاورزی، پرورش گاو و فناوری چرخ را آغاز کردند. 

## مهاجرین نروژی

### ایالات متحده آمریکا
بسیاری از نروژی‌ها مابین سالهای ۱۸۵۰ تا ۱۹۲۰ میلادی به ایالات متحده مهاجرت کردند. امروزه، فرزندان این افراد به عنوان نروژی آمریکایی شناخته می‌شوند. با توجه به سرشماری ۲۰۰۰ ایالات متحده، سه میلیون آمریکایی در اصل نروژی هستند.

### کانادا
نروژی‌های کانادا نیز بیش از ۵۰۰ هزار نفر می‌باشند که اولین مهاجرت‌ها در اوایل سال ۱۸۱۴، هنگامی که یک شرکت از نروژی‌ها به کانادا برای ساخت یک جاده در زمستان کارخانه نیویورک در خلیج هادسون مشغول بوده و در کنار رودخانه سرخ واقع در محل امروزی وینیپگ، مانیتوبا، آورده شده‌اند؛ به تدریج نیز مهاجرین نروژی در این کشور نیز زیاد گشته‌اند.

## نروژی‌های مشهور
- رولد دال
- دامینیک پرسل
- الیوت نس
- گیر هارده
- ایگی پاپ
- جان اشکرافت
- جونی میچل
- جاش گروبن
- کیل لاگرود گارسیا Kjell Eugenio Laugerud García
- کریستینا لوکن
- مریلین مونرو
- مت گرینیگ
- ملیسا فورد Melyssa Ford
- پاریس هیلتون
- تام ویتس
- راسل کرو
- والتر ماندیل
- آ-ها
- سوفوس لی
- کیکی بایرن Kiki Byrne